# Cerodontha ecaudata
Cerodontha ecaudata är en tvåvingeart som beskrevs av Mitsuhiro Sasakawa 2005. Cerodontha ecaudata ingår i släktet Cerodontha och familjen minerarflugor. Inga underarter finns listade i Catalogue of Life.